# فرنسيسكو مانويل تشافيس بينهيرو
فرنسيسكو مانويل تشافيس بينهيرو (بالبرتغالية: Francisco Manuel Chaves Pinheiro‏) هو رسام برازيلي، ولد في 5 سبتمبر 1822 في ريو دي جانيرو في البرازيل، وتوفي بنفس المكان في 19 أكتوبر 1884.